# White Plains (Kentucky)
White Plains es una ciudad ubicada en el condado de Hopkins en el estado estadounidense de Kentucky. En el Censo de 2010 tenía una población de 884 habitantes y una densidad poblacional de 107,26 personas por km².

## Geografía
White Plains se encuentra ubicada en las coordenadas 37°10′10″N 87°22′44″O / 37.16944, -87.37889. Según la Oficina del Censo de los Estados Unidos, White Plains tiene una superficie total de 8.24 km², de la cual 8.05 km² corresponden a tierra firme y (2.33%) 0.19 km² es agua.

## Demografía
Según el censo de 2010, había 884 personas residiendo en White Plains. La densidad de población era de 107,26 hab./km². De los 884 habitantes, White Plains estaba compuesto por el 97.51% blancos, el 0.9% eran afroamericanos, el 0% eran amerindios, el 0.45% eran asiáticos, el 0% eran isleños del Pacífico, el 0% eran de otras razas y el 1.13% pertenecían a dos o más razas. Del total de la población el 0.45% eran hispanos o latinos de cualquier raza.